# Viaduto Santa Ifigênia
O Viaduto Santa Ifigênia é um viaduto localizado no centro de São Paulo, com uso exclusivamente para pedestres. Ele começa no Largo São Bento, próximo a estação de metrô São Bento, e termina em frente à Igreja de Santa Ifigênia, interligando dois pontos históricos importantíssimos para o município de São Paulo.
A estrutura, pensada pelo arquiteto Giulio Micheli e desenvolvida pelos engenheiros Giuseppe Chiapori e Mário Tibiriçá, foi totalmente fabricada na Bélgica e tinha o intuito de melhorar o trânsito e a circulação de carros, carruagens e bondes durante o período do século XIX, que atravessavam o Vale do Anhangabaú. O viaduto foi montado entre os anos 1910 e 1913 e inaugurado em 26 de julho de 1913, pelo prefeito Raymundo Duprat.
Atualmente, o viaduto é uma das principais ligações dos pontos mais altos do centro de São Paulo, passando sobre o Vale do Anhangabaú e a Avenida Prestes Maia e assim ligando o centro velho ao centro novo da cidade de São Paulo. O Viaduto Santa Ifigênia, de estilo Art Nouveau, é um dos principais cartões postais da cidade de São Paulo.
Entre o Viaduto Santa Ifigênia e a Avenida Duque de Caxias, há diversas lojas e pequenas galerias que vendem os mais diversos tipos de produtos eletrônicos, como computadores, vídeo games, celulares, equipamentos de sons e luzes e instrumentos musicais e além da venda desses diversos produtos, também conta com lojas que disponibilizam o conserto deles por preços mais acessíveis. E além da diversidade, é possível adquirir descontos consideráveis nestes produtos pois os vendedores negociam os preços para que se tornem acessíveis para seus clientes.
Assim como na famosa Rua 25 de Março, a Santa Ifigênia (conhecida popularmente) é um excelente lugar para fazer compras, principalmente em datas comemorativas como Natal e Dia das Crianças.  

## História
São Paulo teve sua população multiplicada e sua malha urbana expandida ao final do século XIX, por conta da economia do café, criando uma demanda por melhorias no transporte e trânsito da cidade. Em 1901 foi apresentado à Câmara Municipal um projeto de um viaduto que ligaria o Largo de São Bento ao Largo Santa Ifigênia. Seria o segundo viaduto a transpor o Vale do Anhangabaú, já que já existia o Viaduto do Chá, inaugurado em 1892.
A construção do Viaduto Santa Ifigênia só começou, de fato, em 1910 e foi concluída apenas em setembro de 1913. Mesmo com os três anos que a obra durou o viaduto foi começado e teve fim ainda no mandato do então prefeito Raymundo Duprat. Para a construção do projeto 250 mil libras foram emprestadas dos ingleses, foi o primeiro endividamento externo realizado pela Prefeitura de São Paulo.
A estrutura do viaduto foi totalmente fabricada na Bélgica. Cerca de mil e cem toneladas de estrutura metálica desembarcaram no porto de Santos e chegaram na região pela estrada de ferro São Paulo Railway. A montagem foi realizada pela empresa Lidgerwood Manufacturing Company Limited, sob a direção do engenheiro Giuseppe Chiappori, sócio de Giulio Micheli e Mário Tibiriçá, enquanto a execução das fundações ficou a cargo do mestre de obras e carpinteiro alemão Johann Grundt. Um ano além do prazo previsto, devido às desapropriações e indenizações, falta de mão-de-obra qualificada e orçamento comprometido, o Viaduto Santa Ifigênia foi finalmente inaugurado no 26 de julho de 1913 pelo prefeito Raymundo Duprat, com festa e travessia de bondes e automóveis.
O objetivo ao construir este viaduto era, além de ligar os Largos São Bento e Santa Ifigênia, melhorar o trânsito de carros e carruagens que enfrentavam a ladeira da Avenida São João, além de melhorar o trânsito da rua XV de Novembro e da rua São Bento, por onde passavam os bondes. Assim, haveria uma maneira mais eficiente de ligar um lado do Vale do Anhangabaú ao outro. Na década de 1970, a estrutura foi protegida por Lei Municipal de Zoneamento. No final da mesma década o Viaduto passou por uma reforma que recuperou sua estrutura e passou a ser exclusivo para passagem de pedestres. Com essa reforma, as luminárias foram substituídas por luminárias antigas, conhecidas como São Paulo Antigo, o calçamento passou a ser de pastilhas coloridas, com as cores do arco-íris, e foi colocada uma escada que dá acesso ao Vale do Anhangabaú.

## Arquitetura

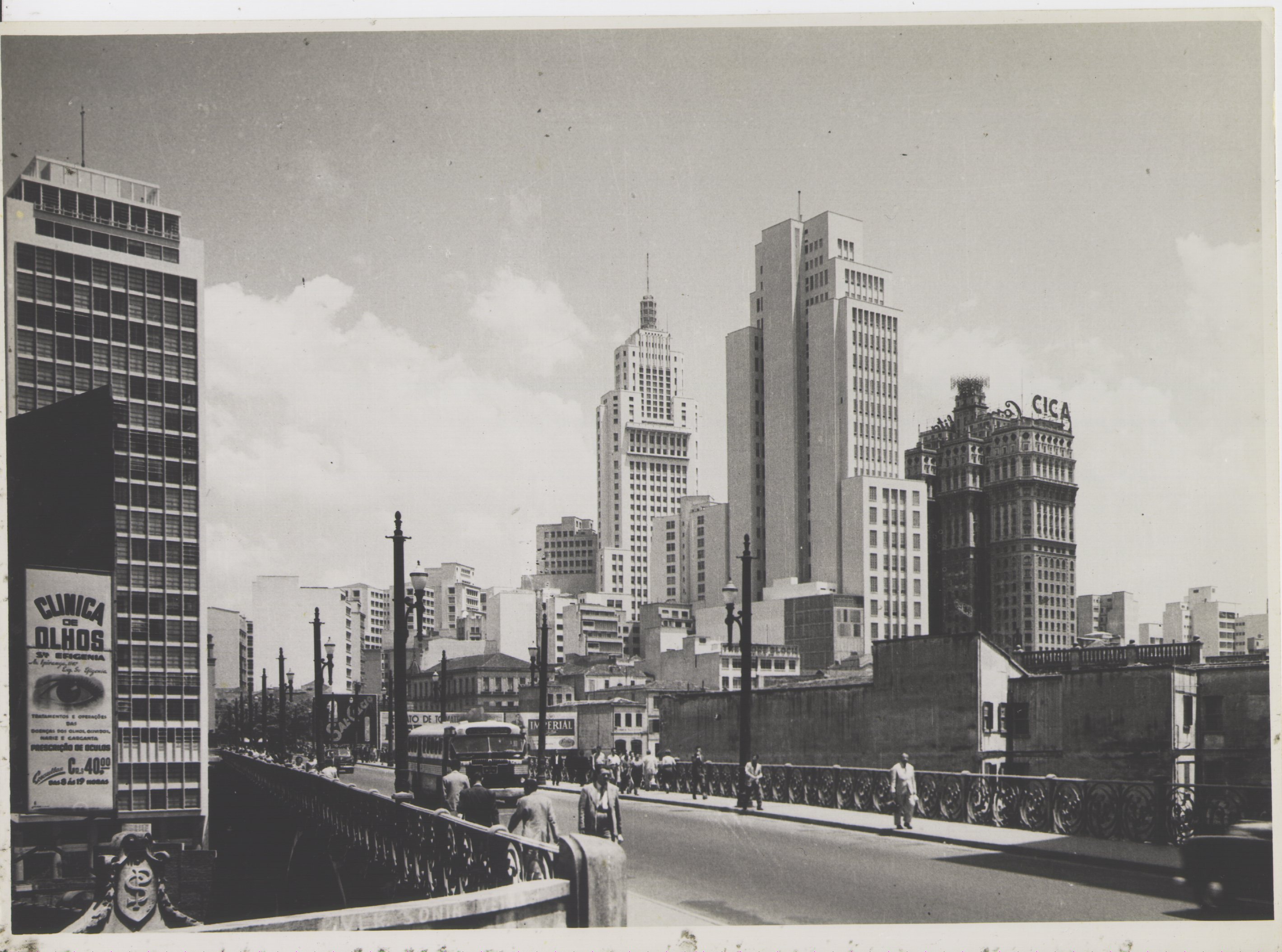
Viaduto Santa Ifigênia, meados do século XX.

O Viaduto Santa Ifigênia é uma via elevada para a passagem de pedestres sobre a Avenida Prestes Maia une o Largo de São Bento ao Largo de Santa Ifigênia. Possui bases de concreto decorados com pilares de onde se elevam arcos metálicos que proporcionam aparente leveza ao viaduto projetado pelo arquiteto Giulio Micheli e os engenheiros Giuseppe Chiapori e Mário Tibiriçá.
O piso pavimentado de pastilhas sobre lajes de concreto, forma tapetes geométricos tricolores. Junto ao piso, destaca-se também pequenas valas com grelhas metálicas para captação de água da chuva.
O Viaduto Santa Ifigênia também pode ser acessado a partir de uma escada pavimentada por pastilhas de borracha na Praça Pedro Lessa, onde, atualmente, encontra-se o Terminal Bandeira, localizado ao lado do edifício Mirante do Vale. Foi construído a partir de mil e cem toneladas de ferro que vieram da Bélgica. As peças que juntas compõem o estilo art noveau.
Em 1978 o viaduto Santa Ifigênia foi entregue reformado e reinaugurado com a implementação de um calçadão, com peças da mesma empresa que havia fornecido as estruturas originais.
Em 1982, foi pintado com as cores do arco-íris (Vermelho, Laranja, Amarelo, Verde, Azul, Anil e Violeta).
O estilo Art nouveau fica nítido nas grades de proteção do viaduto, que, seguindo o conceito do estilo, destaca as linhas curvas e formas inspiradas em flores e folhagens.

## Importância cultural
O Viaduto Santa Ifigênia é uma via com duzentos e vinte e cinco metros de extensão, marcada pelo avanço econômico e cultural da cidade de São Paulo durante o século XIX. As atividades cafeeiras demandaram uma nova estrutura para o trânsito de carroças, bondes e para o trânsito de uma população que só tendia ao aumento. O viaduto veio como uma proposta de melhoria na circulação por dentro da cidade e, no decorrer dos anos, transformou-se em um dos principais pontos turísticos da cidade de São Paulo. Atualmente, o viaduto é exclusivamente para a travessia de pessoas, interligando pontos importantes do centro novo e do centro velho da cidade, como por exemplo Rua Santa Ifigênia, Avenida Cásper Líbero, Rua Antônio de Godói e o Largo do Paissandú, assim como fazia o viaduto do Chá que também foi construído com o intuito de otimizar o tempo dos paulistanos e turistas. O Viaduto Santa Ifigênia foi a primeira grande obra viária paulistana amplamente documentada através da fotografia, cujas imagens são pouco conhecidas pelos paulistanos.

## Estado atual
O Viaduto Santa Ifigênia, apesar de protegido pela Lei de Zoneamento e tombado como um patrimônio histórico e cultural da cidade de São Paulo, é alvo de vandalismo, que ocorre pela falta de policiamento no local. Atualmente, sua estrutura encontra-se firme, porém gasta pelo tempo e pela depredação. Em toda a sua extensão, o viaduto tem pichações contrastando com a arquitetura Art Noveau. Ainda assim, possui postes quebrados e utilizados como lixeiras, ferrugem nas partes metálicas, pastilhas soltas pelo piso e pelas escadas e também moradores de rua localizados na Praça Pedro Lessa que vivem sob a cobertura do viaduto.

## Galeria de fotos

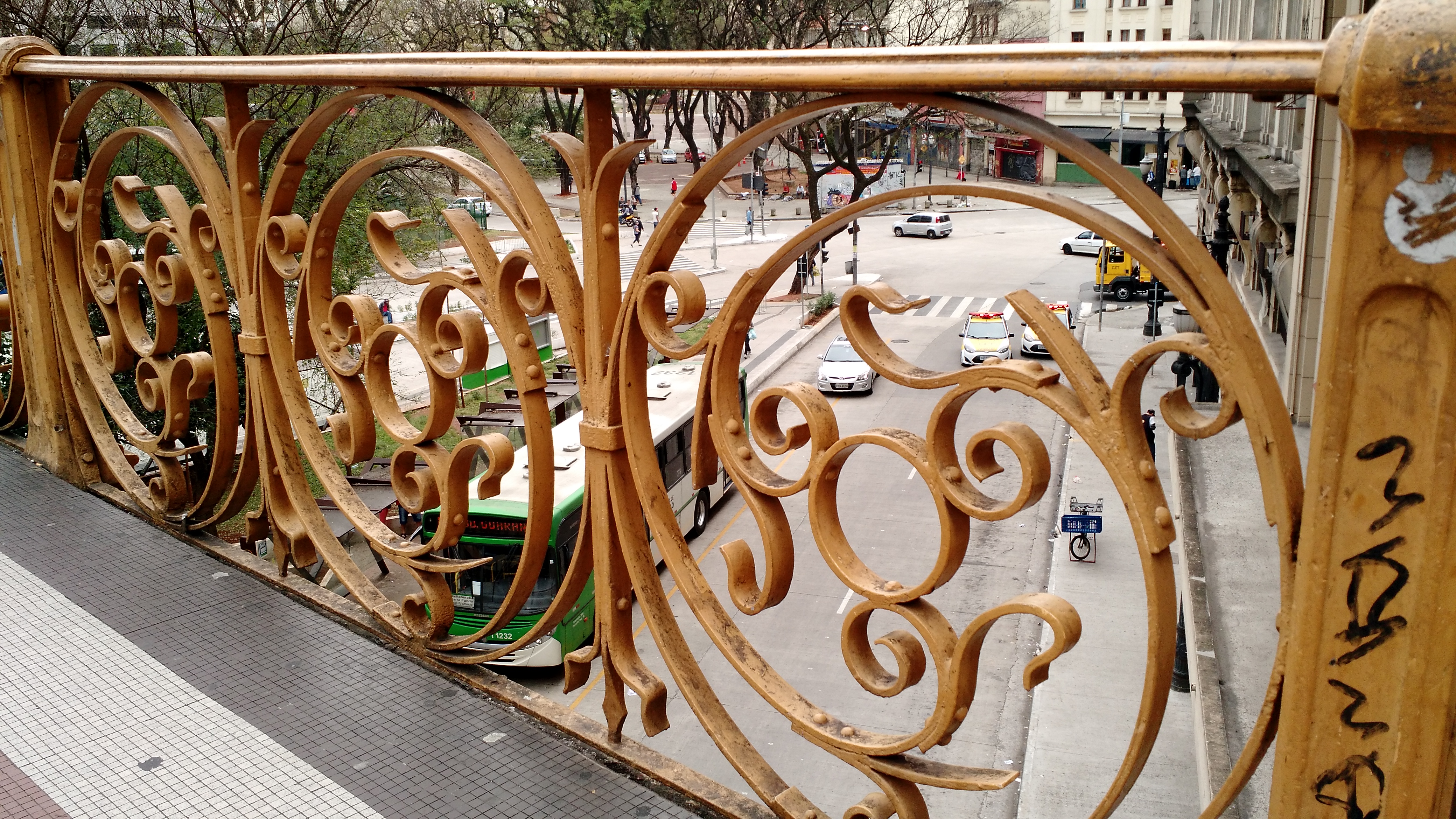
Grades decoradas do Viaduto Santa Ifigênia
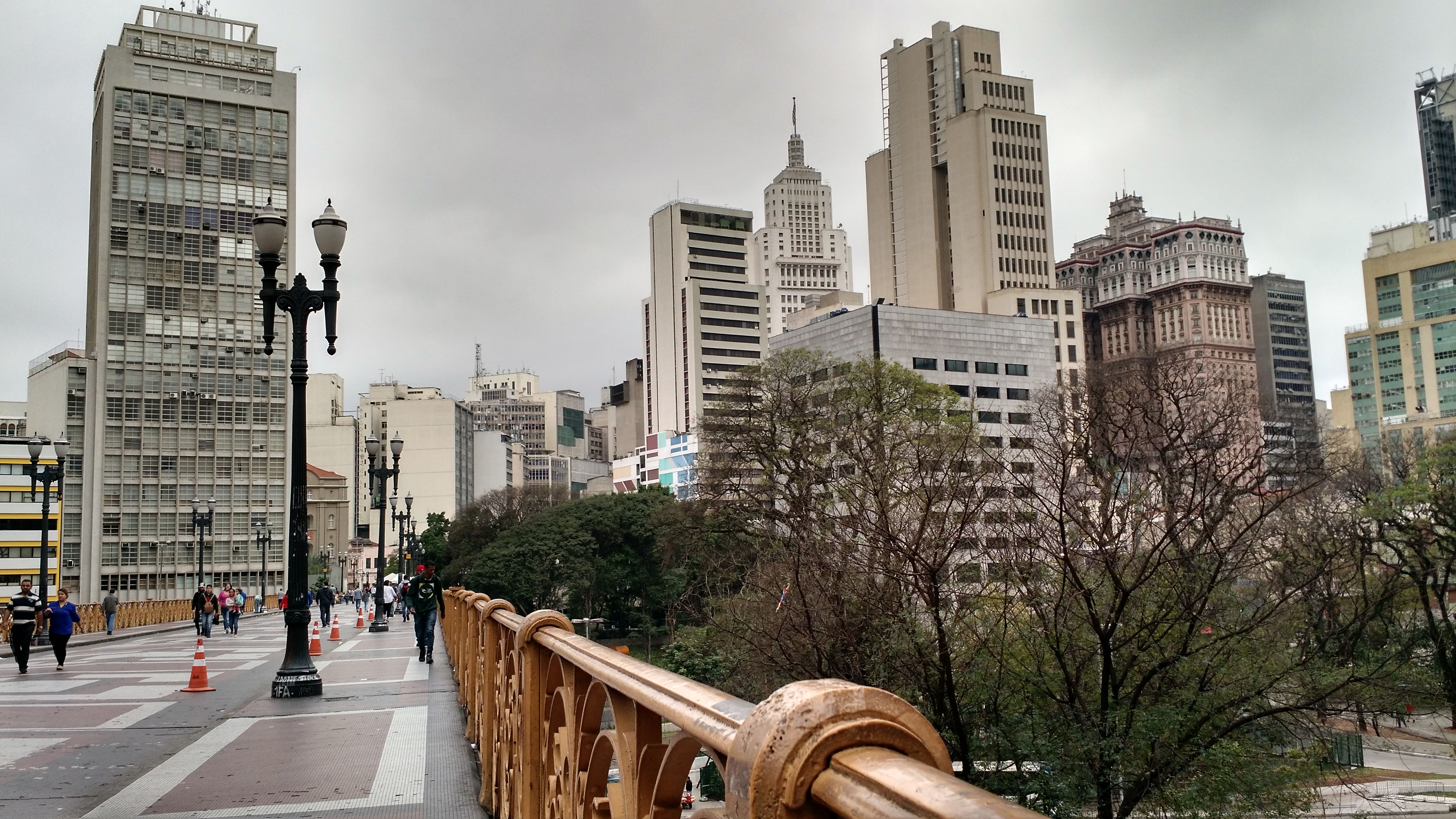
Vista do Viaduto Santa Ifigênia
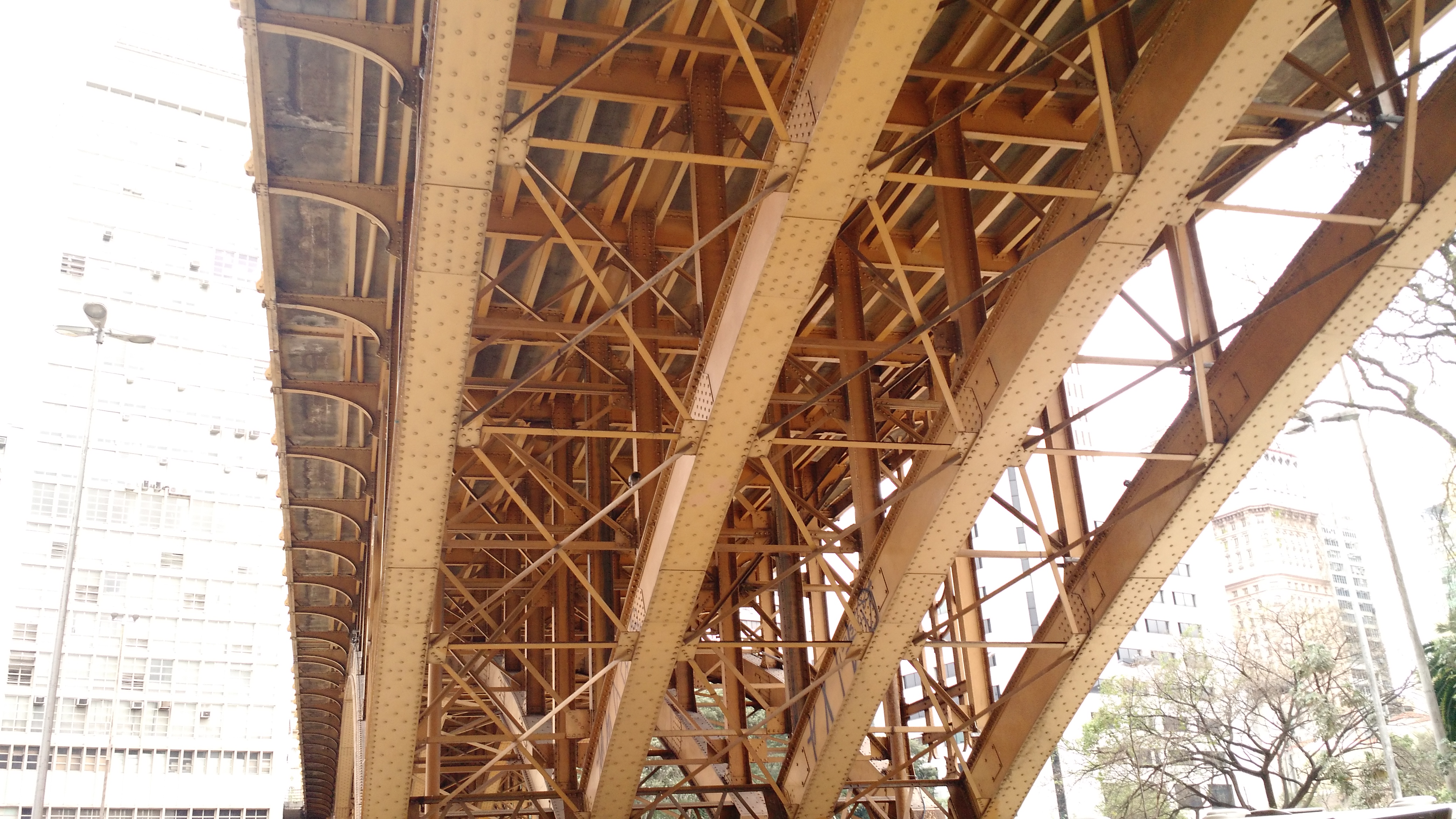
Estrutura de sustentação do Viaduto Santa Ifigênia
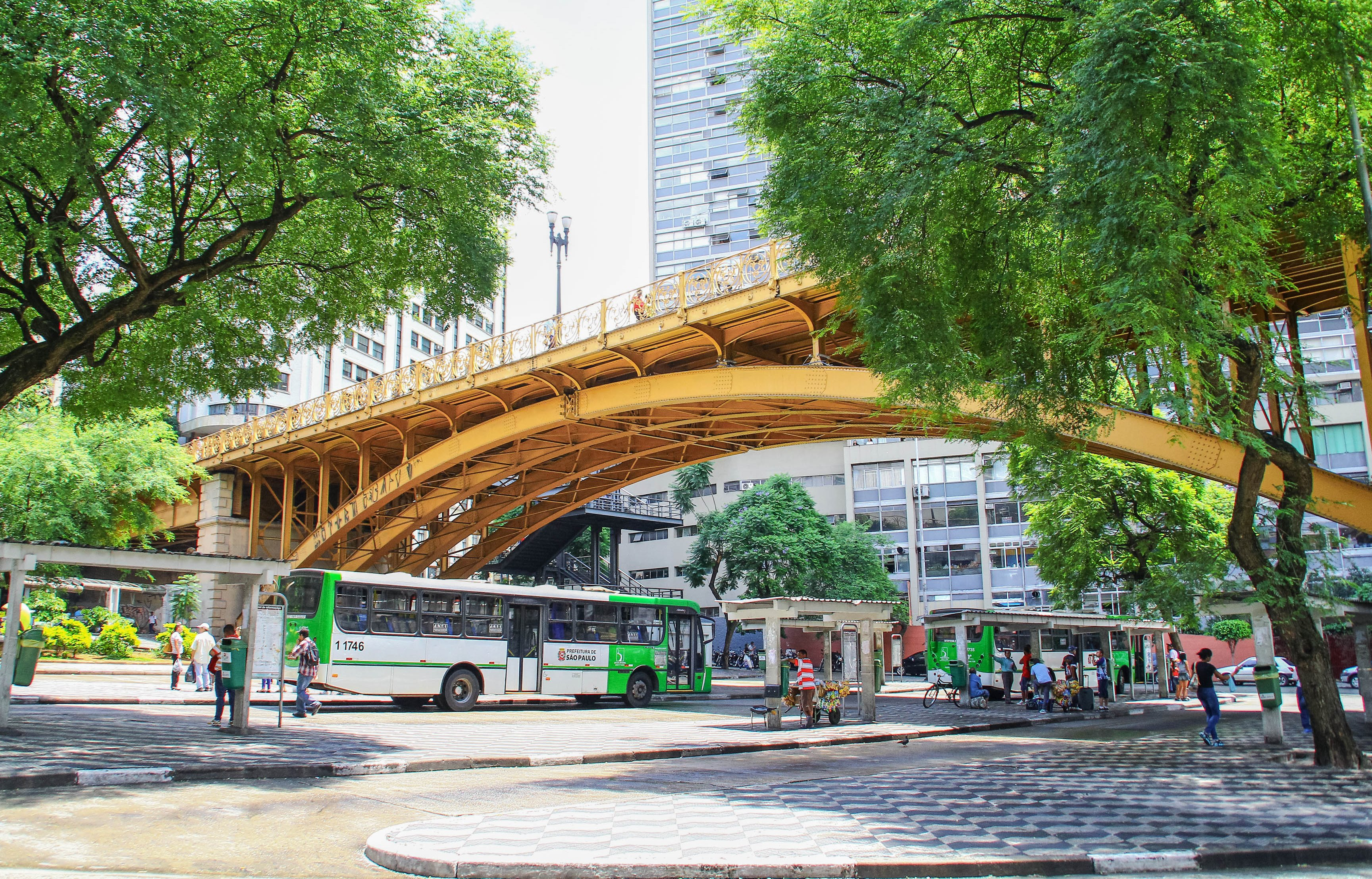
Viaduto Santa Ifigênia visto do Terminal Bandeira
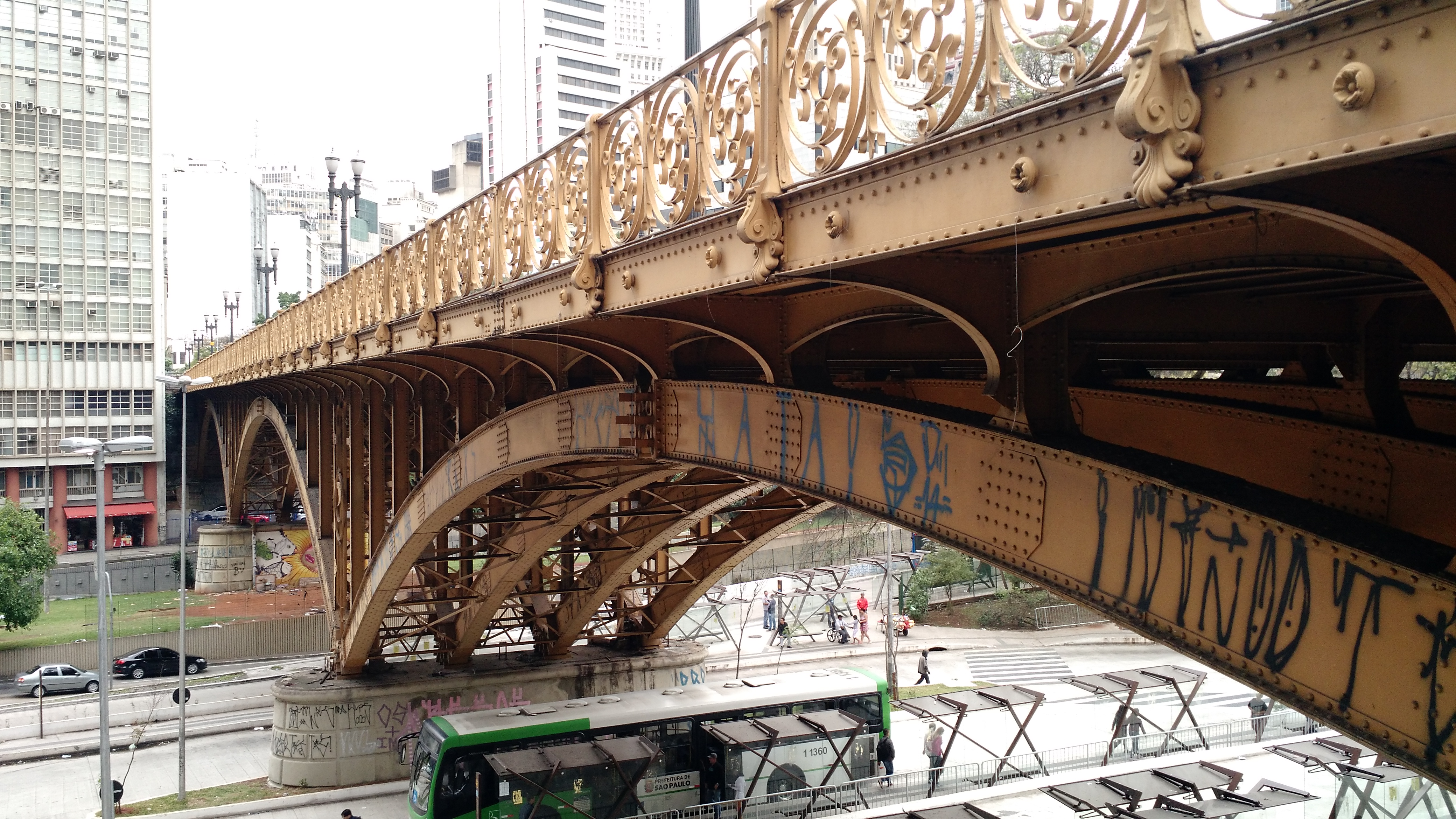
Estrutura de sustentação do Viaduto Santa Ifigênia
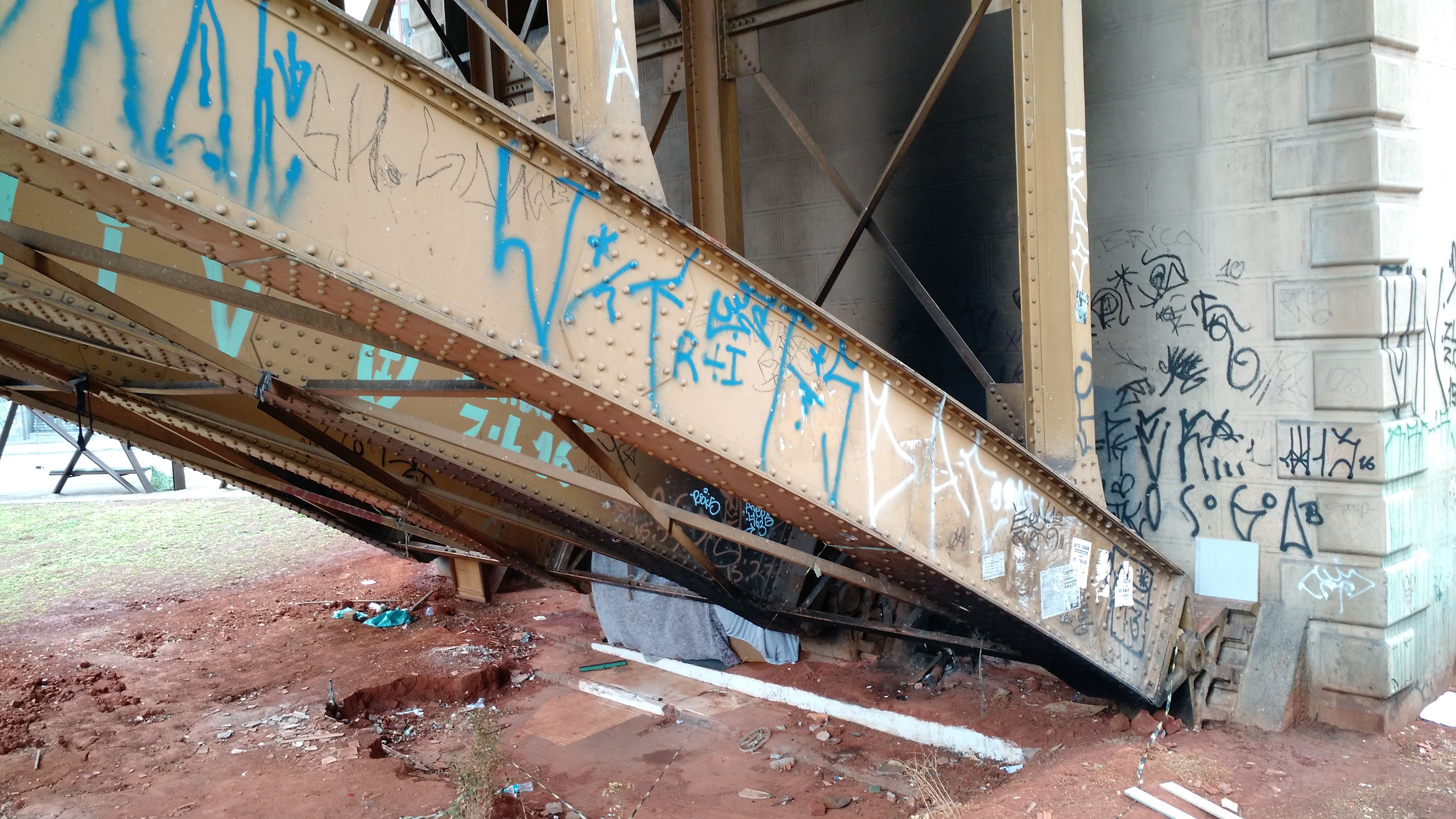
Pichações na estrutura de sustentação do Viaduto Santa Ifigênia
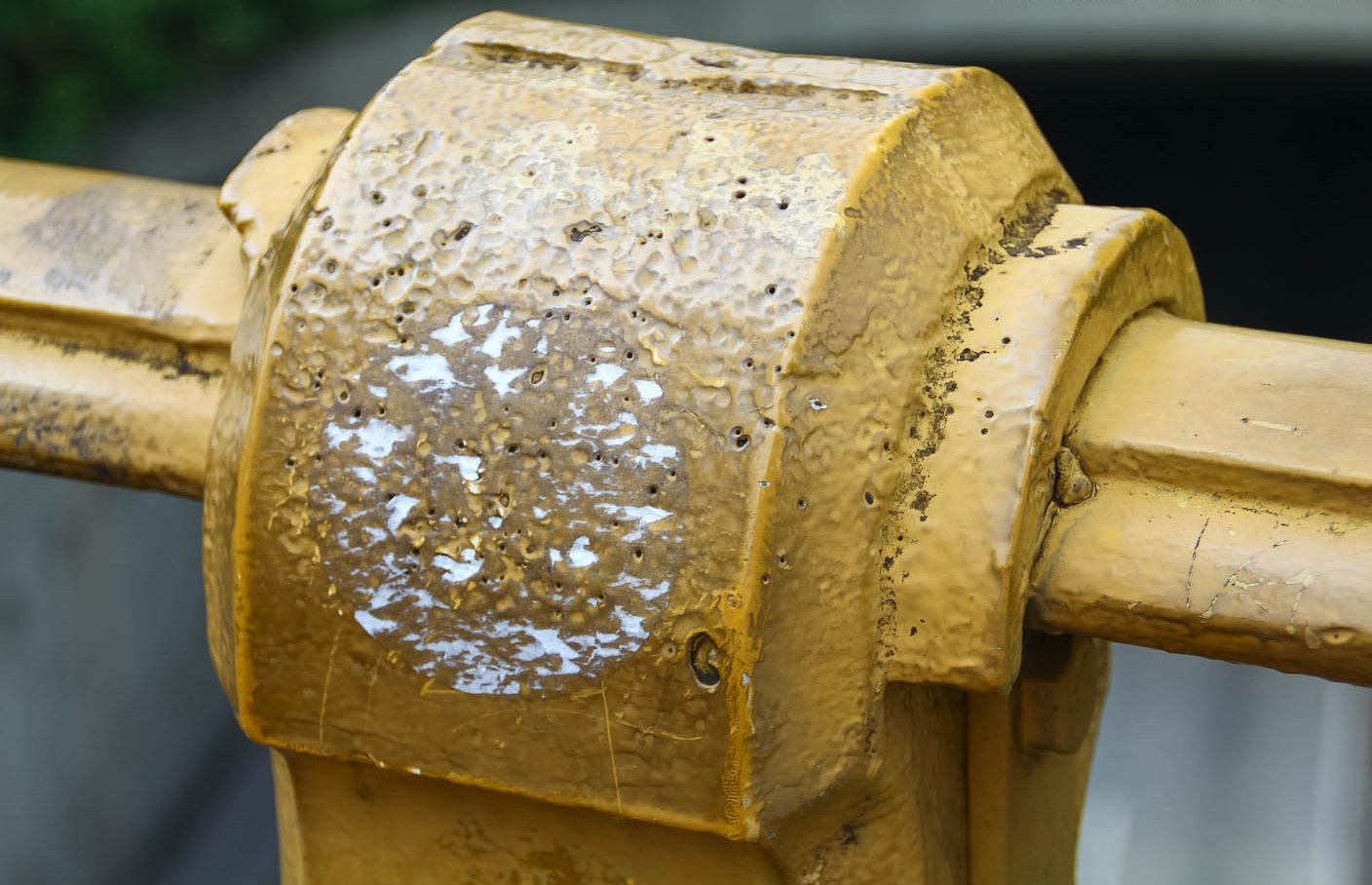
Estrutura metálica do Viaduto Santa Ifigênia degradado pelo tempo
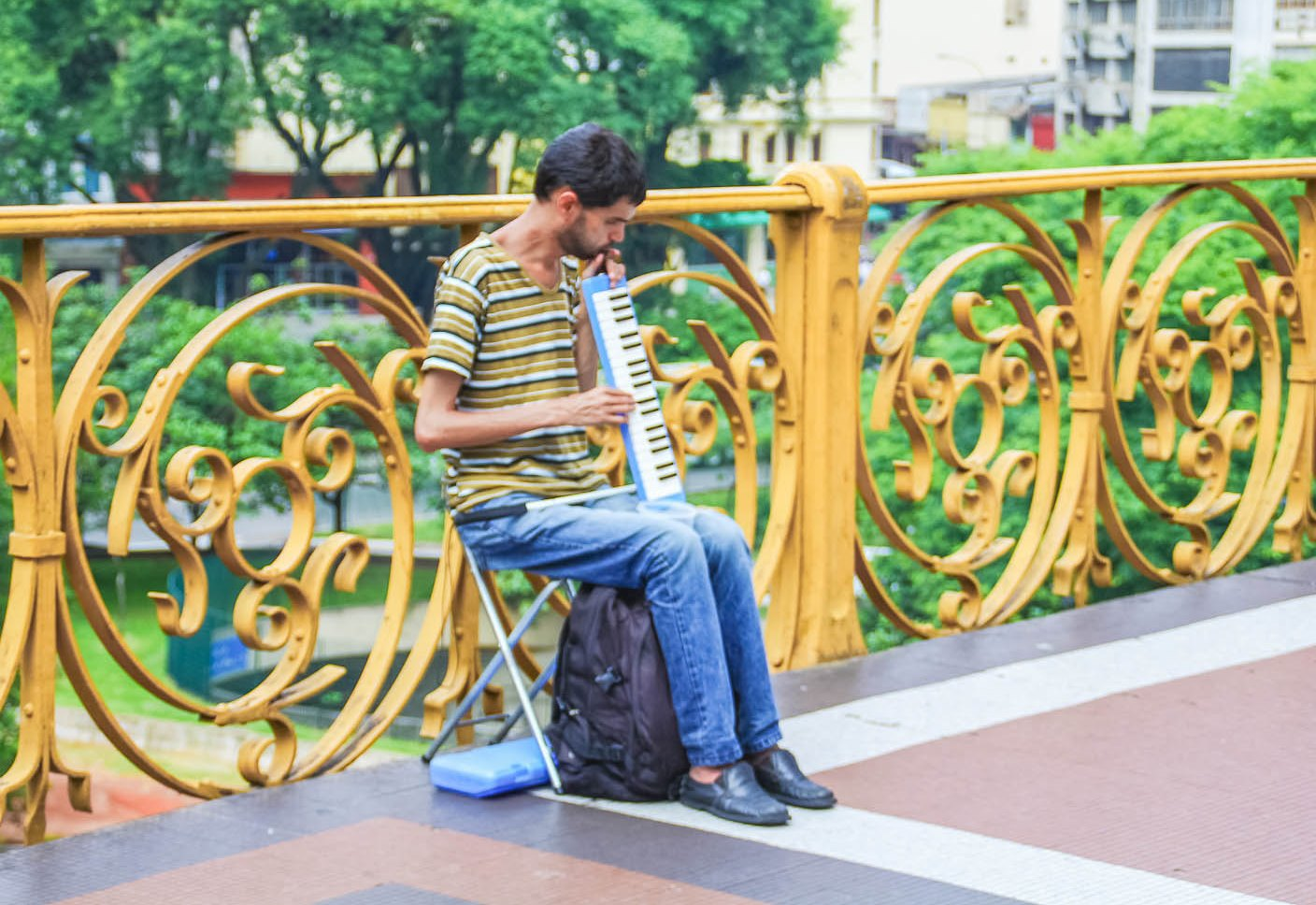
Músico de rua tocando no Viaduto Santa Ifigênia
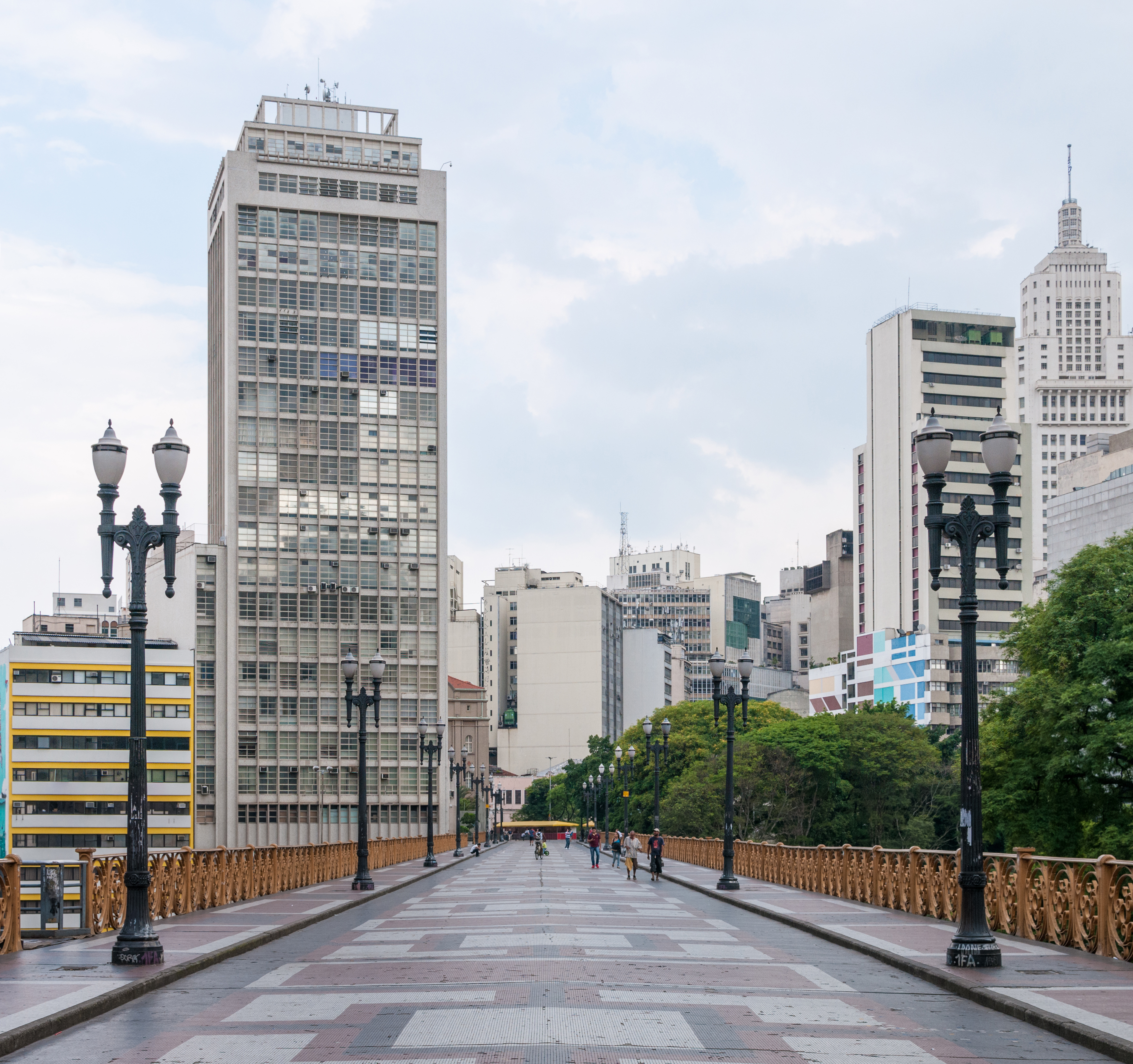
Mural de pastilhas no piso do Viaduto Santa Ifigênia
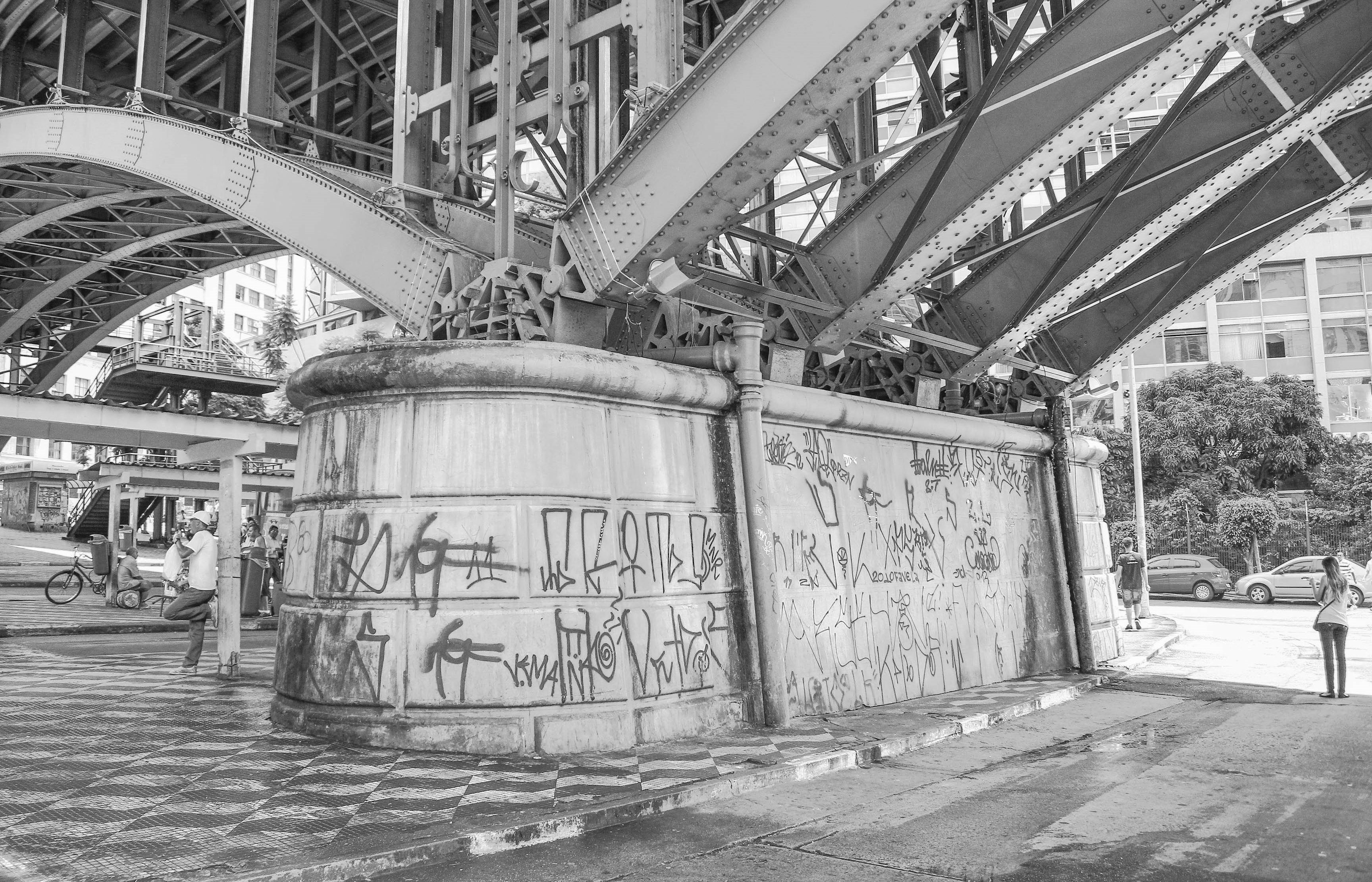
Estrutura de sustentação do Viaduto Santa Ifigênia
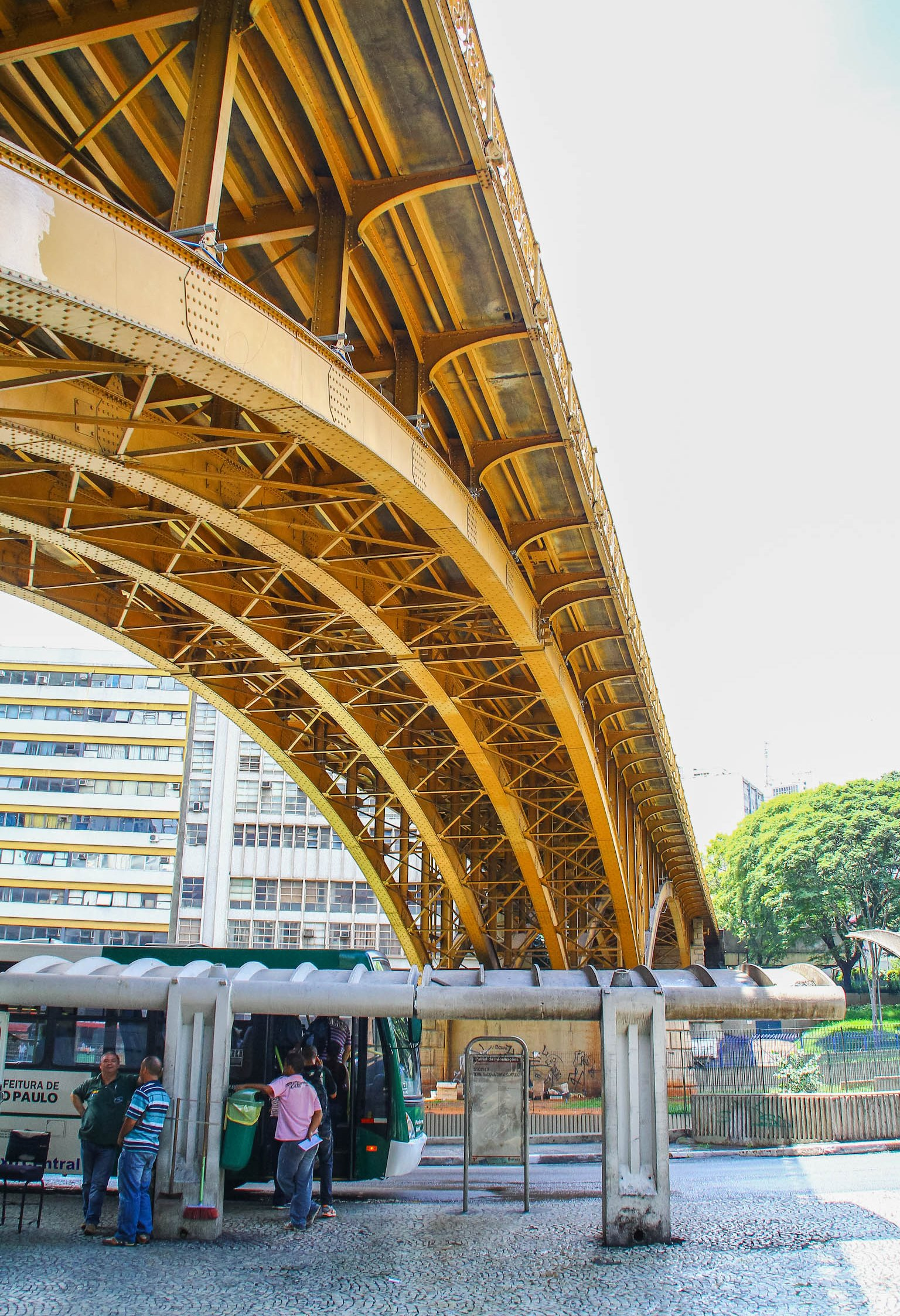
Estrutura do Viaduto Santa Ifigênia vista de baixo
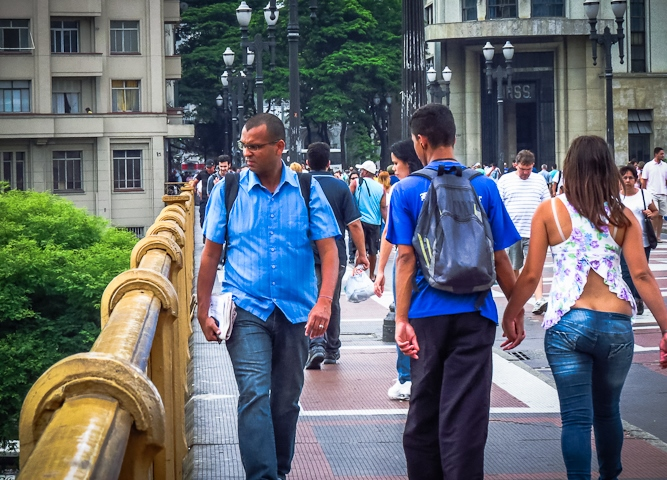
Pedestres utilizando o Viaduto Santa Ifigênia para travessia
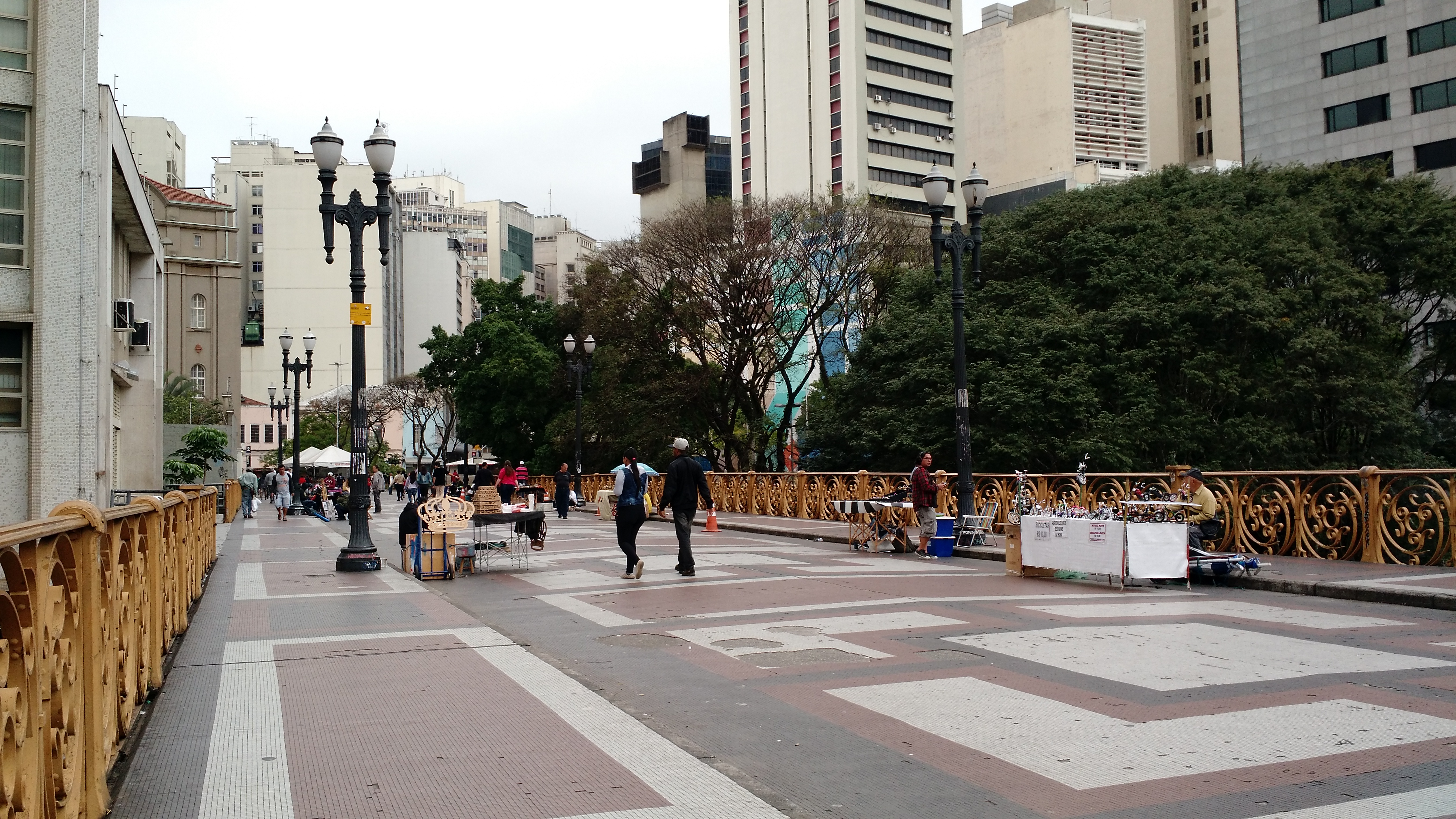
Comerciantes e pedestres no Viaduto Santa Ifigênia
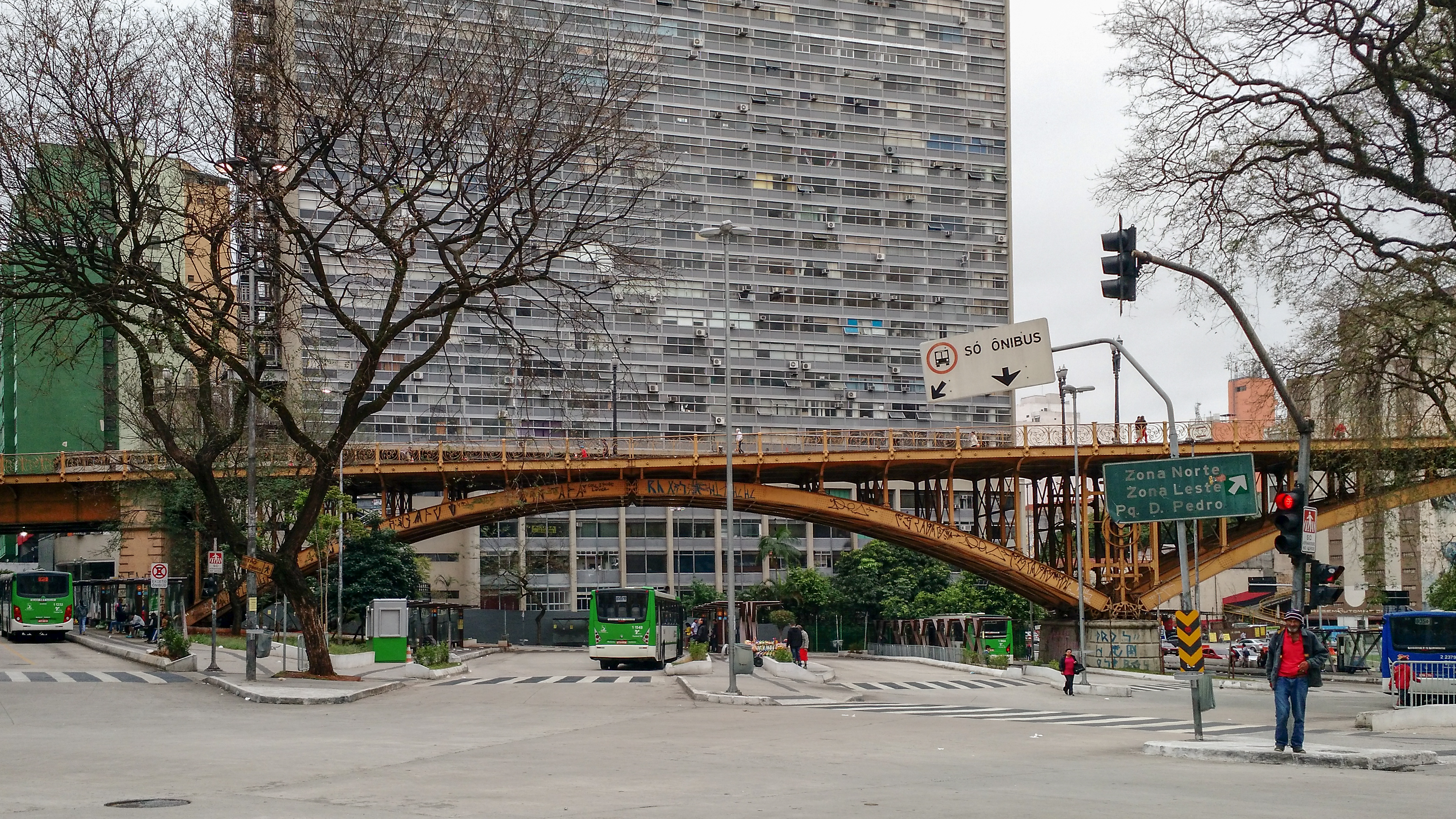
Viaduto Santa Ifigênia visto do Vale do Anhangabaú